# Fuck You (bài hát của Lily Allen)
"Fuck You" là bài hát của nữ ca sĩ người Anh Lily Allen. Bài hát sáng tác bởi Allen và Greg Kurstin, được phát hành làm đĩa đơn từ album It's Not Me, It's You vào tháng 7 năm 2009.
Đây là đĩa đơn quốc tế thứ ba của Allen. Tuy nhiên, nó đã không được phát hành ở Anh, quê nhà của Allen. Nội dung ca từ của bài hát này được cho là sự phản đối của Allen đối với chính sách về người đồng tính và chính sách chiến tranh và của cựu tổng thống Mỹ George W. Bush.

## Thông tin bài hát
Như điều cô vẫn thường làm với các bản thu âm của mình, Lily Allen đăng bản demo bài hát này lên trang Myspace cá nhân vào năm 2008, dưới tên gọi "Guess Who Batman", cùng với hai ca khúc khác là "I Could Say" và "I Don't Know" ("I Don't Know" sau này là "The Fear"). Bài hát được sáng tác bởi Allen và Greg Kustin. Trước khi có mặt chính thức trong album, ca khúc này đã được thay đổi tên vài lần, bao gồm "Get With the Brogram" và "GWB", tất cả đều có những chữ cái đầu tiên là trùng với tên cựu tổng thống Mỹ George W. Bush. Vì thế, theo tạp chí NME và Rolling Stone, bài hát là sự phản đối của Allen đối với ông.
Trong khi đó, tờ Urban Review nói rằng ca khúc lấy cảm hứng từ phe hữu Đảng quốc gia Anh. Nguồn dẫn nói rằng Allen có chủ ý khi sáng tác bài hát này, nhưng cảm thấy bài hát đang liên quan đến nhiều vấn đề khác nhau nên sau này cô không còn nhắm vào một mục tiêu cụ thể nữa. Tại Glastonbury Festival 2009, Allen trước khi biểu diễn bài hát này đã nhắc đến sự kiện bầu cử nghị viện châu Âu diễn ra 3 tuần trước đó, trong đó Đảng quốc gia Anh đã có được một ghế đại diện đầu tiên của mình, nói rằng đây là lý do cô hát bài hát này.

## Thành tích xếp hạng
Ca khúc có mặt ở vị trí 37 trên Canadian Top 100 vào ngày 28 tháng 2 năm 2009, cho dù không được phát hành làm đĩa đơn ở đây. Tại Hoa Kỳ, bài hát lọt vào bảng xếp hạng Billboard Hot 100 ở vị trí 68 trong cùng tuần, trở thành bài hát thứ ba của cô lọt vào bảng xếp hạng ở quốc gia này.
Tại Anh, tuy ca khúc không được phát hành làm đĩa đơn chính thức, nó vẫn lọt vào UK Singles Chart ở vị trí 154 chỉ dựa trên số lượt tải về, số lần chơi trên sóng phát thanh và các kênh âm nhạc nước Anh.
Ở Hà Lan, bài hát được phát hành làm đĩa đơn thứ hai từ album và có mặt trên Dutch Top 40 lần đầu vào tháng 4 năm 2009 ở vị trí 23. Ca khúc sau đó đã leo lên đến vị trí số 3. Bài hát cũng đã đạt vị trí quán quân ở Bỉ tháng 6 năm 2009. Ngoài ra, bài hát cũng lọt vào top 10 ở Na Uy, Pháp, Phần Lan và Thụy Điển. Ở Úc, bài hát đạt vị trí 23.

## Video âm nhạc
Video âm nhạc cho bài hát được đăng lên trang YouTube chính thức của Parlophone ngày 15 tháng 6 năm 2009. EMI đã thuê một đạo diễn người Pháp để đạo diễn cho video này. Video quay cảnh trên đường đi từ phòng ngủ khách sạn của Allen đến một trường phim. Tất cả cảnh quay trong video này đều được nhìn từ tầm mắt của Allen. Trên đường đi, Allen dùng tay của mình làm méo mó những người, vật xung quanh. Chẳng hạn, cô đã kéo giãn tháp Eiffel, bóp méo mặt, thân và kéo tóc những người trên đường làm họ trở nên dị dạng.

## Danh sách bài hát và định dạng
| - CD đĩa đơn – Quảng cáo (Regal/EMI 9641592/EAN 5099996415924) 1. "Fuck You" (bản thô) – 3:42 2. "Fuck You" (bản sạch) – 3:40 - CD Quảng cáo (Regal/EMI) 1. "Fuck You" – 3:43 - Fuck You - EP 1. "Fuck You" 2. "Why" 3. "Everyone's at It" 4. "Not Fair" (Style of the Eye Remix) 5. "The Count (aka Hervè) and Lily Face the Fear" 6. "Not Fair" (radio edit) 7. "Mr Blue Sky" 8. "The Fear" | - CD đĩa đơn Pháp 1. "Fuck You" – 3:40 2. "The Count (aka Hervè) and Lily Face the Fear" – 4:21 - Đĩa đơn tải về Đức 1. "Fuck You" 2. "Why" 3. "Not Fair" (Style of the Eye Remix) 4. "The Count (aka Hervé) and Lily Face the Fear" 5. "Not Fair" (clean radio edit) - EP "Fuck You" remix Hoa Kỳ 1. "Fuck You" (Ralphi Rosario & Craig J Klub) 2. "Fuck You" (Manhattan Clique Two Fingers Club Mix) 3. "Fuck You" (Rich Morel's Extended Vocal Mix) 4. "Fuck You" (Manhattan Clique 'Now Watch This' Electropop Radio Remix) 5. "Fuck You" (Ralphi Rosario Dub) |

## Xếp hạng
| Bảng xếp hạng (2009)                | Vị trí cao nhất |
| ----------------------------------- | --------------- |
| Australian Singles Chart            | 23              |
| Austrian Singles Chart              | 12              |
| Belgian Singles Chart (Flanders)    | 1               |
| Belgian Singles Chart (Wallonia)    | 2               |
| Canadian Hot 100                    | 37              |
| Dutch Top 40                        | 2               |
| European Hot 100                    | 23              |
| Finnish Singles Chart               | 4               |
| French Physical Singles Chart       | 14              |
| French Digital Singles Chart        | 8               |
| German Singles Chart                | 49              |
| Italian Singles Chart               | 9               |
| Norwegian Singles Chart             | 4               |
| Swedish Singles Chart               | 18              |
| Swiss Singles Chart                 | 5               |
| UK Singles Chart                    | 153             |
| U.S. Billboard Hot 100              | 68              |
| U.S. Billboard Hot Dance Club Songs | 1               |
| U.S. Billboard Hot Digital Songs    | 47              |

| Quốc gia | Chứng nhận | Doanh số |
| -------- | ---------- | -------- |
| Bỉ       | Vàng       | 20.000+  |
| Pháp     | Vàng       | 150.000+ |
| Phần Lan | Vàng       | 5.153    |
| Thụy Sĩ  | Vàng       | 15.000+  |
| Úc       | Vàng       | 35.000+  |
| Ý        | Vàng       | 15.000+  |